# ウィップ＝マ＝ホップ＝マ＝ゲート

地図

ウィップ＝マ＝ホップ＝マ＝ゲート（英語: Whip-Ma-Whop-Ma-Gate）あるいはウィップマホップマ通りは、イギリス・イングランドのヨーク市中心部の通り。その長くて珍しい名前と、全長が非常に短いことで知られる。全長は24メートル。
コリアーゲートとセント・セイヴァーゲートの交差点からシャンブルズに至る路地で、全線をペイヴメントと並行している。道中にセント・クラックス教会、東端にはセント・セイヴァー教会がある。
初めて言及されたのは1505年で、Whitnourwhatnourgateと呼ばれていた。その後Whitney Whatneygateと呼ばれるようになった。意味は「どっちつかずの通り（neither-one-thing-nor-the-other street）」であるが、通りの銘板には「なんて通りだ！（what a street!）」と示唆されている。17世紀から18世紀にかけてSalvey RentsまたはSalvegateと記している文献が見つかっている。1984年、ヨークの文化遺産の保全に努めるボランティア組織ヨーク・シビック・トラスト（York Civic Trust）によってヨークストーンに再舗装された。
ヨーク出身の作家マーティン・クレイトンは「ウィップ＝マ＝ホップ＝マ」という名前の小説を執筆している。

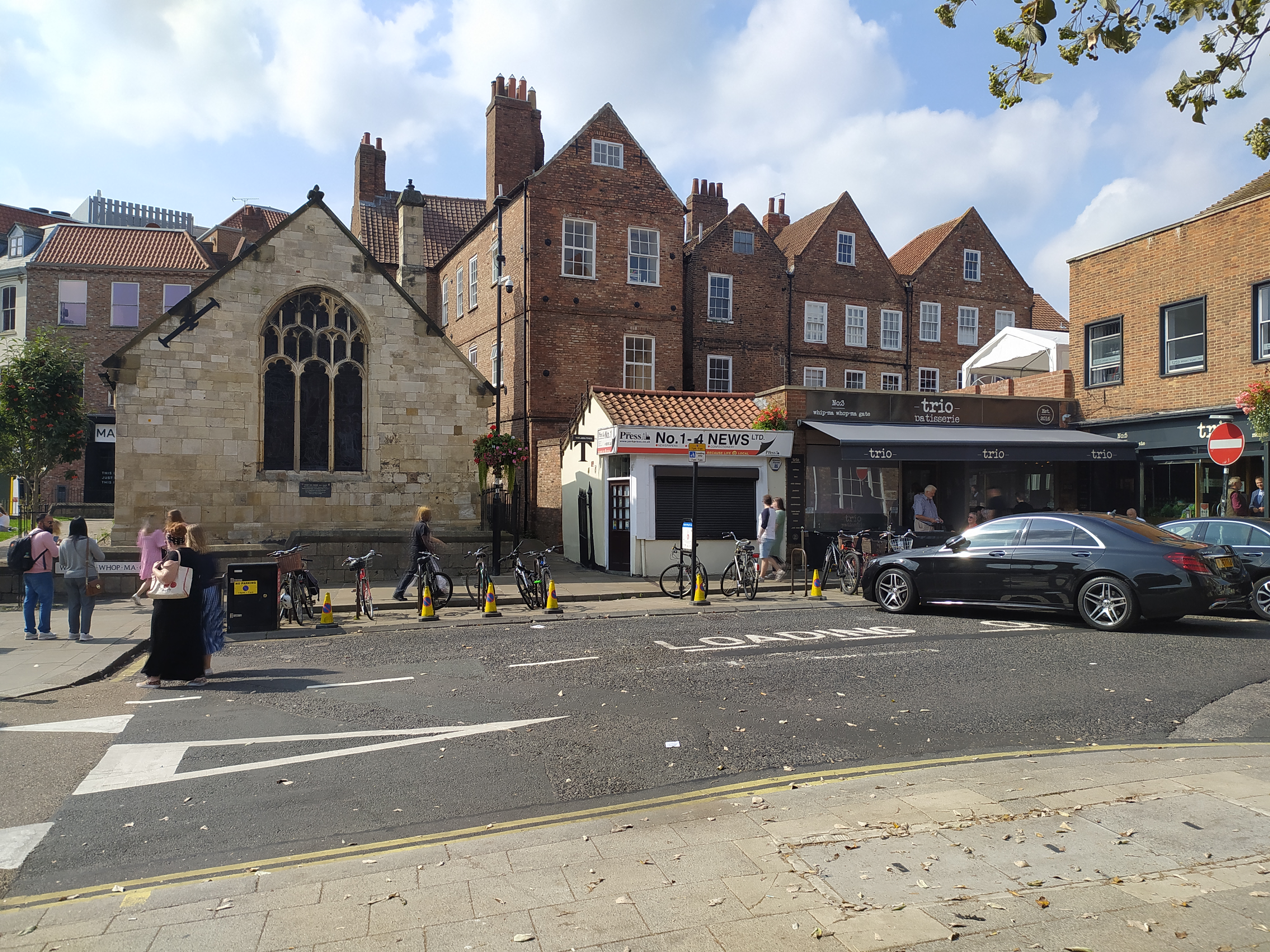
東側から見た通りの全長
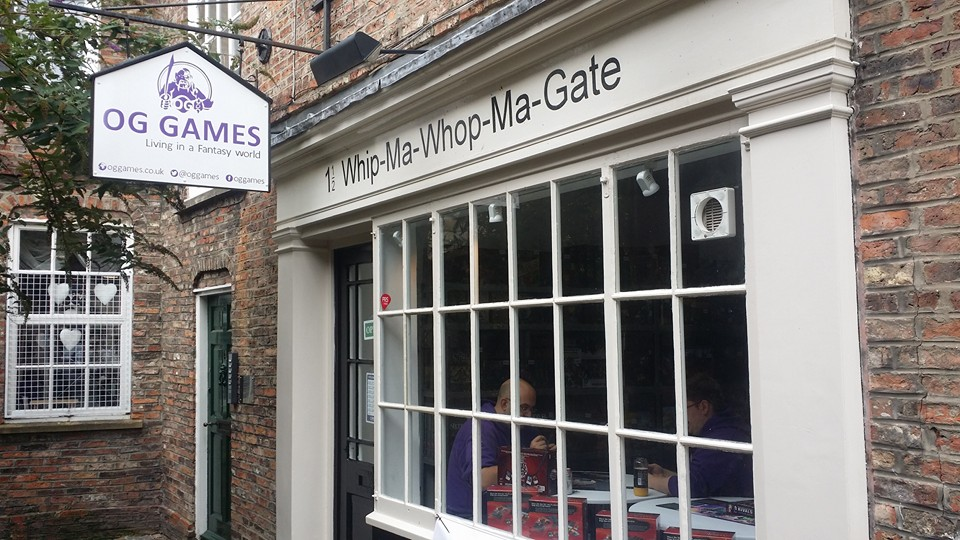
No. 1½ Whip-Ma-Whop-Ma-Gate
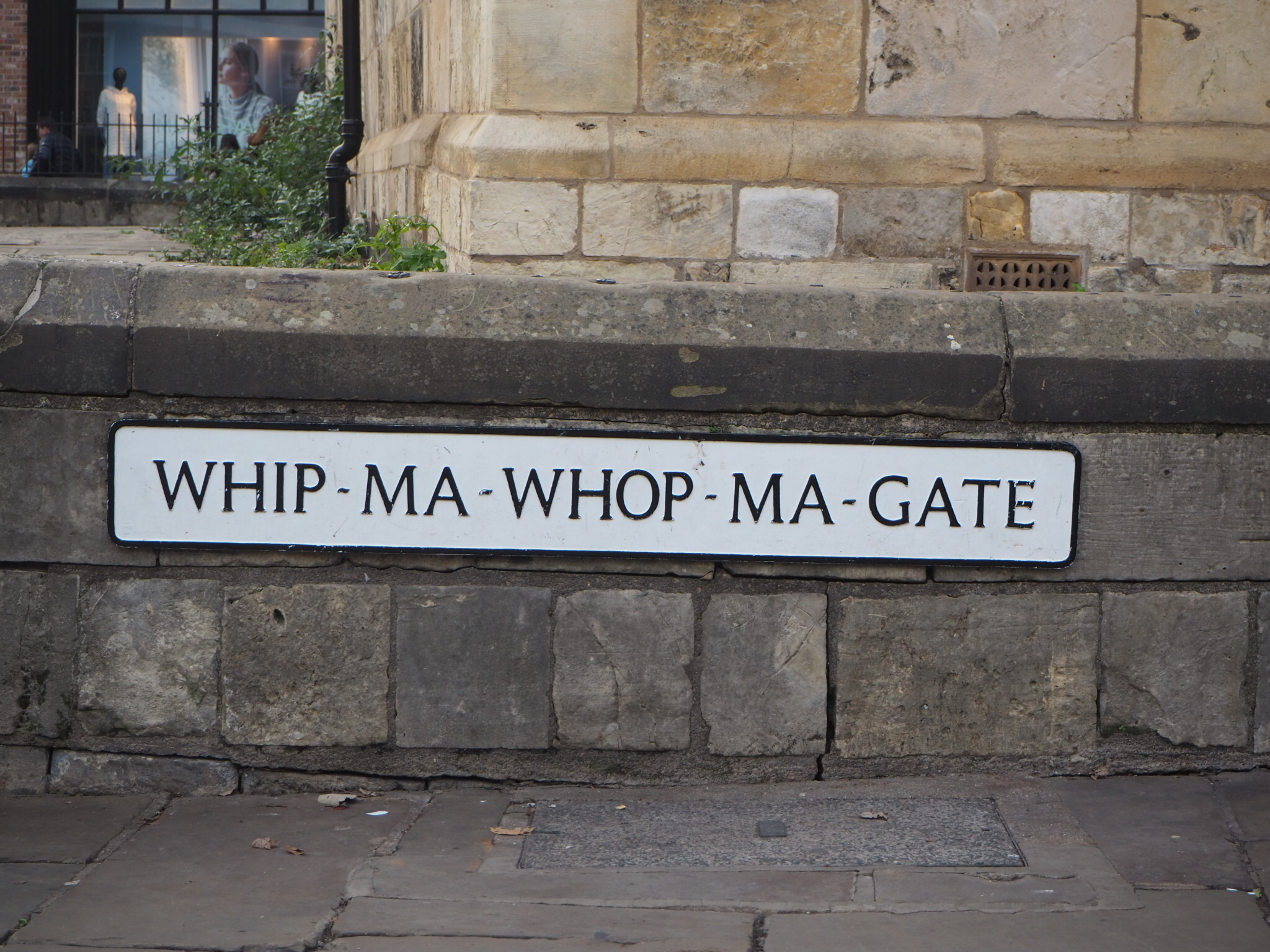
通りの標識